# 遂川机场
遂川机场（Suichwan Airfield），又稱砂子岭机场，抗日戰爭時的軍用機場，美國第十四航空隊其中一個基地。在中國江西省遂川县雩田镇岭上村一带。1941年5月中旬开工，1942年10月建成。選址在此，是因為遂川县三面环山，有利抵挡日军低空扫射投弹。

## 歷史
從1943年10月開始，直到戰爭結束，該機場主要供前線攝影偵察部隊使用，他們駕駛手無寸鐵的P-38閃電飛機在日本佔領的領土上空執行情報收集任務。 由於日本部隊在該地區推進，該機場於1944年6月撤離，然後於11月重新啟用，1945年1月下旬，面對日軍的快速推進，它再次撤離，它於1945年4月30日再次啟用。它最終在 1945 年 10 月戰爭結束時關閉，似乎已被廢棄，迄今為止，航空攝影顯示了該領域的許多遺跡。